# Janvier 1877

## Événements
- 1er janvier : Victoria du Royaume-Uni est proclamée solennellement impératrice des Indes par l’assemblée (darbar) de Delhi présidée par lord Lytton. Les princes indiens deviennent vassaux de la couronne. L’administration de l’Inde est absolument centralisée, car les gouverneurs de province ne sont que les délégués du vice-roi qui les nomme et qui dirige l’empire depuis Calcutta. Cette centralisation a pris progressivement la forme d’une machine bureaucratique et conservatrice.

- 10 janvier : recul des nationaux-libéraux aux législatives en Allemagne. Le parti au pouvoir paie un tribut à la crise économique qui a invalidé le discours libéral au profit des protectionnistes. Le parti social-démocrate allemand obtient 12 sièges au Reichstag.

- 15 janvier : accord entre la Russie et l’Autriche-Hongrie signé à Budapest, prévoyant un partage des Balkans sur la base de l’entrevue de Reichstadt (1876).

## Naissances
- 5 janvier : Edgar Nelson Rhodes, premier ministre de la Nouvelle-Écosse.
- 14 janvier : Paul Bourillon, coureur cycliste français († 14 avril 1942).
- 20 janvier : Raymond Roussel, écrivain français.
- 26 janvier : Kees van Dongen, peintre français d'origine néerlandaise.

## Décès
- 2 janvier : Jonathan McCully, père de la Confédération.
- 5 janvier : Carl Timoleon von Neff, peintre, conservateur germano-balte sujet de l'Empire russe (° 14 octobre 1804).
- 9 janvier : Alexandre Brioullov, peintre et architecte russe (° 29 novembre 1798).